# Ložani
Ložani (mazedonisch Ложани; albanisch definit Llozhani, indefinit Llozhan) ist ein Dorf in der Gemeinde Struga im Südwesten Nordmazedoniens mit 544 Einwohnern (Stand: 2021), die fast alle Mazedonier christlich-orthodoxen Glaubens sind.